# Annika Wall
Annika Birgitta Koldenius Wall, född Lundell den 8 juli 1972 i Stockholm, är en svensk författare och litteraturkritiker, känd som Annika Koldenius och senare Annika Wall.

## Biografi
Wall studerade engelska och litteraturvetenskap vid Örebro universitet samt svenska språket vid Göteborgs universitet. Hon gick den längre journalistutbildningen vid Göteborgs universitet (JMG) 1996–1999. Sedan 2018 har Wall en konstnärlig magisterexamen i litterär översättning från Akademin Valand vid Göteborgs universitet.
Wall debuterade som författare 2014 på Weyler förlag med den självbiografiska boken Vi var alltid beredda. 2017 utkom diktsamlingen En dikt om dan. Romanen Jag borde sagt det först utkom 2020 på Wahlström & Widstrand. Wall är även verksam litteraturkritiker för Borås Tidning.